# Frank Wigglesworth Clarke

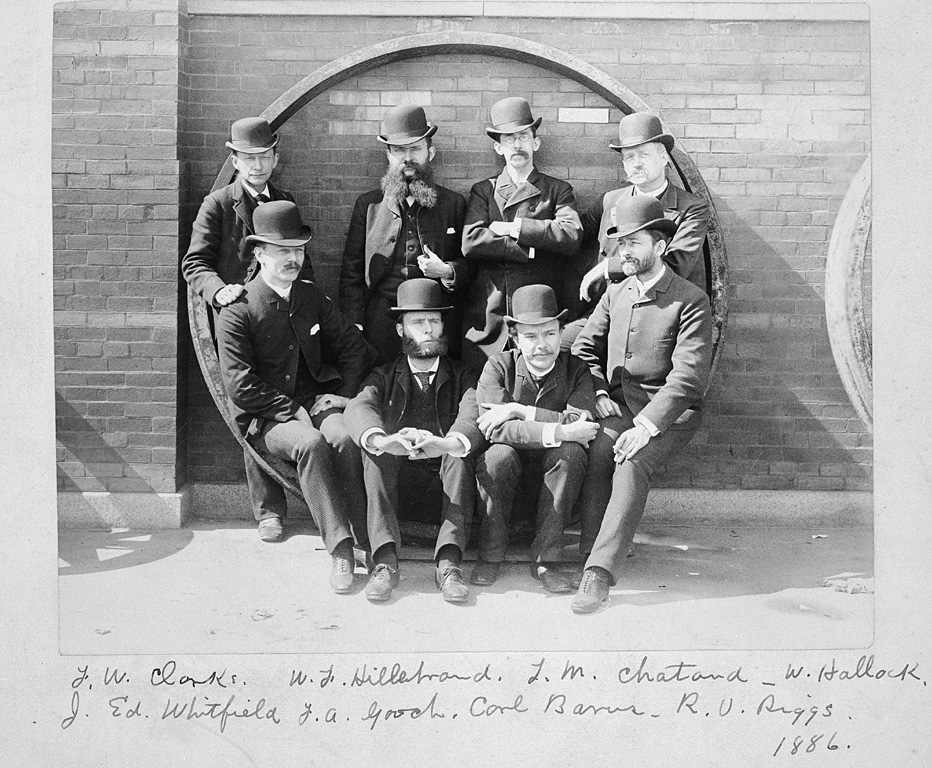
Zdjęcie z 1886: F. W. Clarke pierwszy z lewej w tylnym rzędzie.

Frank Wigglesworth Clarke (ur. 19 marca 1847 w Bostonie, zm. 23 maja 1931) amerykański chemik, twórca geochemii, określił ilościowy skład chemiczny skorupy ziemskiej